# العظيمات لا يبكين (كتاب)
العظيمات لا يبكين: الانتخابات التي أحدثت طفرة في وضع المرأة الأمريكية هو كتاب غير روائي، كتبته الصحفية الأمريكية ريبيكا تريستر عام 2010 ونشرته بعد ذلك الصحافة الحرة. يناقش الكتاب إسهامات المرأة وتجربتها السياسية خلال الانتخابات الرئاسية في الولايات المتحدة عام 2008. في هذا الكتاب، سلطت تريستر الضوء على أربع شخصيات سياسية بارزة وهن هيلاري كلينتون، سارة بالين، ميشيل أوباما، وإليزابيث إدوردز علاوة على سيدات لا تغيب أسماؤهن عن الشاشات من ضمنهن كاتي كوريك وراتشيل مادو وتينا فاي وآيمي بولر، كما تروي أيضًا تجربتها الشخصية في الحملة الانتخابية وكيفية تحول دعمها السياسي من جون إدواردز إلى هيلاري كلينتون.
بدأت تريستر الكتابة عن الانتخابات الرئاسية بينما كانت تعمل على كتابة عمودها السياسي لصالح موقع إلكتروني إخباري ورأي أمريكي، يُدعى (Salon - صالون). الذي منحها فرصة تغطية الانتخابات الرئاسية مما ألهمها بالكثير من محتوى كتابها، فقدمت أثناء تغطيتها للموقع الكثير من محتويات الكتاب. حيث كانت تهدف إلى كتابة تقرير عن الانتخابات الرناسية من منظور نسائي، مع التركيز على الأحداث التي شعرت أنها لم تلقَ تغطية مناسبة ولم تتم متابعتها جيدًا من وسائل الإعلام. ولقي هذا الكتاب استحسانًا بشكل عام، وإشادة وترحيبًا من قبل النقاد.

## خلفية عن الكتاب
في هذا الكتاب، تكتب ريبيكا تريستر عن الانتخابات الرئاسية عام 2008 وتصفها بأنها قصة تستحق جل الاهتمام، فمن خلالها انفتحت أمريكا على العالم، ومع ذلك لم يكن لها حظًا في تغطية وسائل الإعلام التقليدية. حيث ترى تريستر أن بعض القصص العظيمة كقصة هيلاري كلينتون كأول امرأة تفوز باحدى الانتخابات الرئاسية التمهيدية في أمريكا تجاهلها الإعلام، بالإضافة إلى أن الكثير من الآراء العنصرية الميزوجينية، الذكورية التي تعادي المرأة، التي عبر عنها بعض المعلقين لم يُلتفت إليها. لذا، ترمي تريستر في هذا الكتاب إلى الدفاع عن المنظور النسائي في الانتخابات أمام النقاد المتحررين والديمقراطيين، الذين طالما تجاهلوا تلك القضايا. فحين سُئِلَتْ تريستر عن مغزى هذا الكتاب ردت بما يلي:
| العظيمات لا يبكين (كتاب) | كل هدفي أن يطلع الناس الذين عاصروا الانتخابات على هذا الحدث التاريخي الذي صنعناه وشهدناه جميعًا وأقصد بهولاء الناس كل من عانوا بشكل أو بآخر في تلك الفترة. كما أرغب أشد الرغبة أن يدرك كل من تألموا وأرهقتهم الحياة في تلك الأثناء أن هذه الانتخابات غيرت مسار دولة بأكملها. وأنا شاهدة على هذا التغيير. | العظيمات لا يبكين (كتاب) |

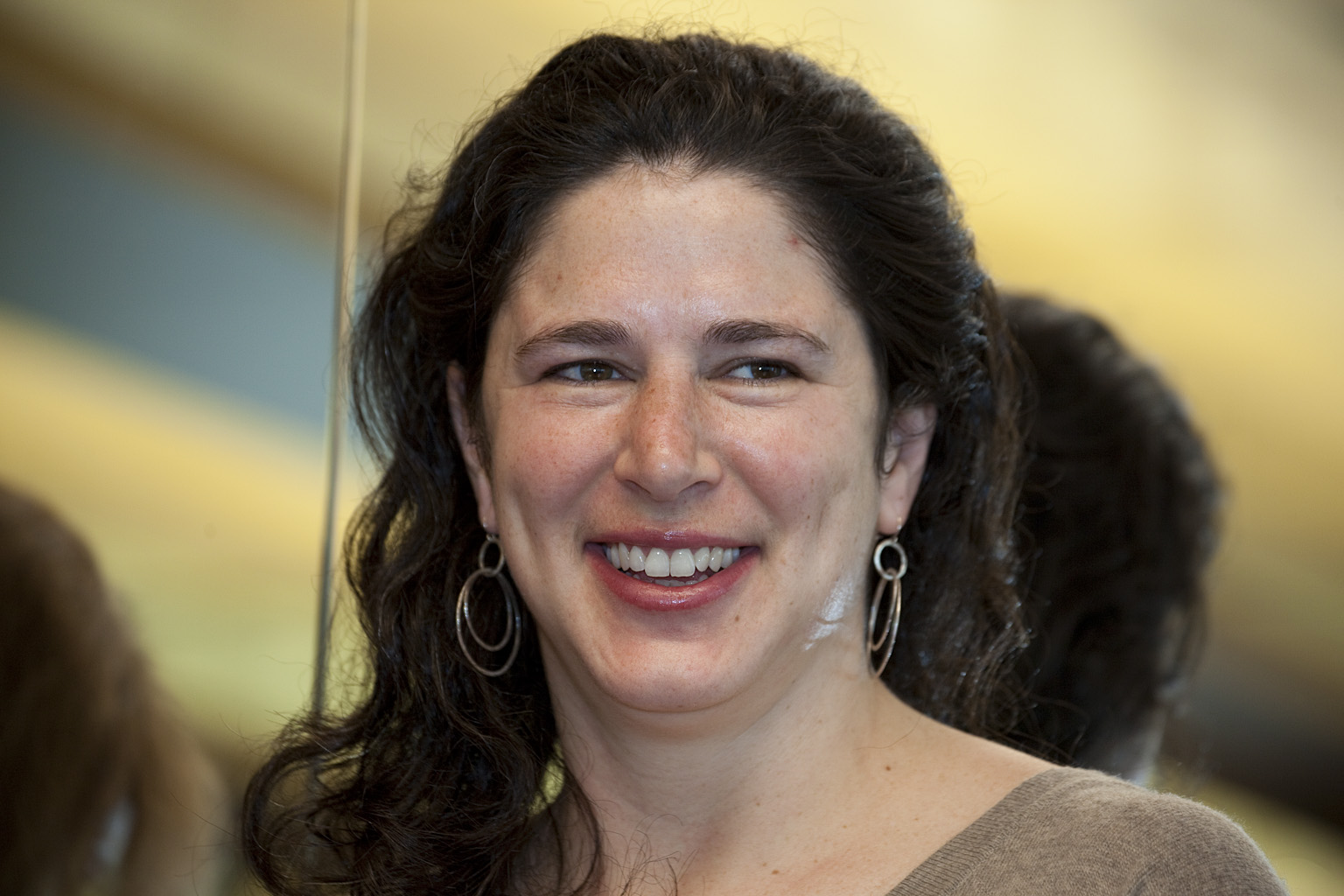
المؤلفة ريبيكا تريستر تظهر في حفل غذاء عام 2012.

اختارت تريستر العنوان العظيمات لا يبكين عندما اقترحه عليها أحد أصدقائها قبل كتابة هذا الكتاب؛ حيث رأته بمثابة إشارة تهكمية إلى لحظة (عدم) بكاء كلينتون بعد انتصارها على باراك أوباما في الانتخابات التمهيدية التي تم عقدها في نيوهامبشير عام 2008، وبذلك أصبحت أول امرأة تفوز باحدى الانتخابات الرئاسية التمهيدية في أمريكا. وفي الوقت ذاته إشارة إلى ردها عندما خسرت كلينتون الانتخابات التمهيدية للحزب الديمقراطي سنة 2008 حيث أجهشت بالبكاء حينها. تذكر تريستر أنه بعد مقابلة عدة سيدات من الذين وصفن لحظة بكاء كلينتون مرات عديدة أثناء فترة الانتخابات، أدركت كم كان هذا العنوان تنبئيًا أكثر مما توقعت والجدير بالذكر، أن هذا الكتاب عبر عن آراء تريستر السياسية التي تناقضت مع آرائها الواردة في كتاباتها لدى موقع صالون مثل دعمها السياسي لكلينتون ودفاعها عن ميشيل أوباما في هذا الكتاب الذي فسرت فيه ذلك التحول السياسي.
وعلاوة على ذلك، أن انتخابات 2008 أعادت فتح أشد المحادثات الأمريكية ضراوة بشأن الجنس والعرق وكذلك آراء الأجيال المختلفة حول التعصب الجنسي من جهة والدفاع عن حقوق المرأة من جهة أخرى. كما أنها أشعلت نار المناقشات الحادة التي لم تنطفئ من قبل في الوقت الذي كانت فيه عنصرًا أساسيًا في تعزيز وحدة الشعب الأمريكي. على الرغم أن هذه الانتخابات لم تحصد للأمريكيين أول امرأة كرئيس أو نائب رئيس للولايات المتحدة، كانت تلك الحملة الانتخابية المُفعمة بالأمل سببًا في تحول وضع المرأة الأمريكية والأمة بأكملها. ففي كتاب العظيمات لا يبكين، تروي تريستر قصة الانتخابات التي لفتت أنظار العالم وتسجلها في التاريخ الأمريكي الذي تغيرت فيه مسار أمة بطرق لم يتوقعها أحد.

## المحتوى

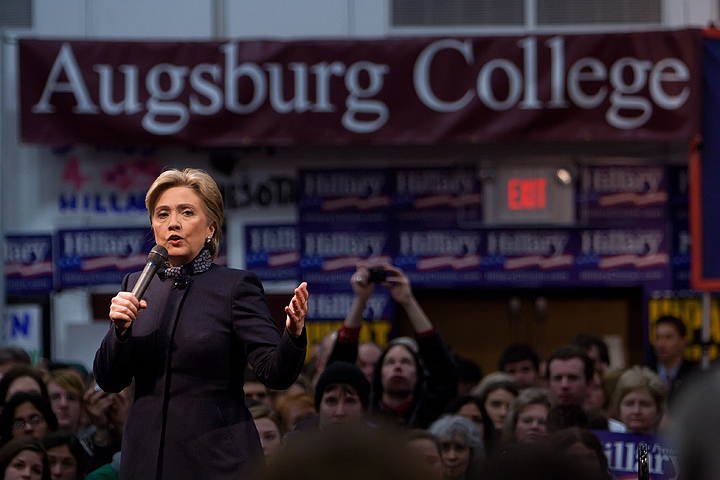
هيلاري كلينتون (عام 2008) هي أول سيدة تفوز بسباق انتخابي في الانتخابات الرئاسية التمهيدية لحزب سياسي رئيسي أمريكي.

قُسِمْ كتاب العظيمات لايبكين إلى 12 فصلًا يروي أحداث متسلسلة تقريبًا للانتخابات الرئاسية 2008 ملتحمًا بآراء تريستر وخبراتها علاوة على تحليل المعلقيين السياسيين لهذا الحدث. فقد ركزت تريستر في هذا الكتاب على أربع سيدات رئيسيات في هذا الحدث وهن: هيلاري كلينتون وسارة بالين وميشيل أوباما وإليزابيث إدوردز.
ففي عام 2008، أصبحت كلينتون، عضو مجلس الشيوخ، أول سيدة أمريكية تفوز بسباق انتخابي في الانتخابات الرئاسية التمهيدية المؤدية لتمثيل الحزب الديمقراطي في الانتخابات الرئاسية. تصف تريستر حملة كلينتون السياسية بأنها لم تُركز على جنسها أو تلتفت حتى إلى ردود الأفعال الميزوجينية، الذكورية التي تعادي المرأة، التي تلقتها كلينتون من الإعلام وخصومها السياسيين. كما تناقش مدى قلة اهتمام الحزب الديمقراطي بالرد على حالة العنصرية الجنسية التي اتصف بها خصوم كلينتون في تعليقاتهم، مما أدى إلى هجر عدد كبير من الناخبات المتحررات للحزب، كما تلوم مارك بين على نصيحته لكلينتون بألا تعلن عن نفسها كشخصية نسائية. وعلى الرغم من دعم تريستر السابق لترشح جون إدوردز للانتخابات الرئاسية من الحزب الديمقراطي، فقد أصبحت بعد ذلك أقوى داعم لكلينتون.

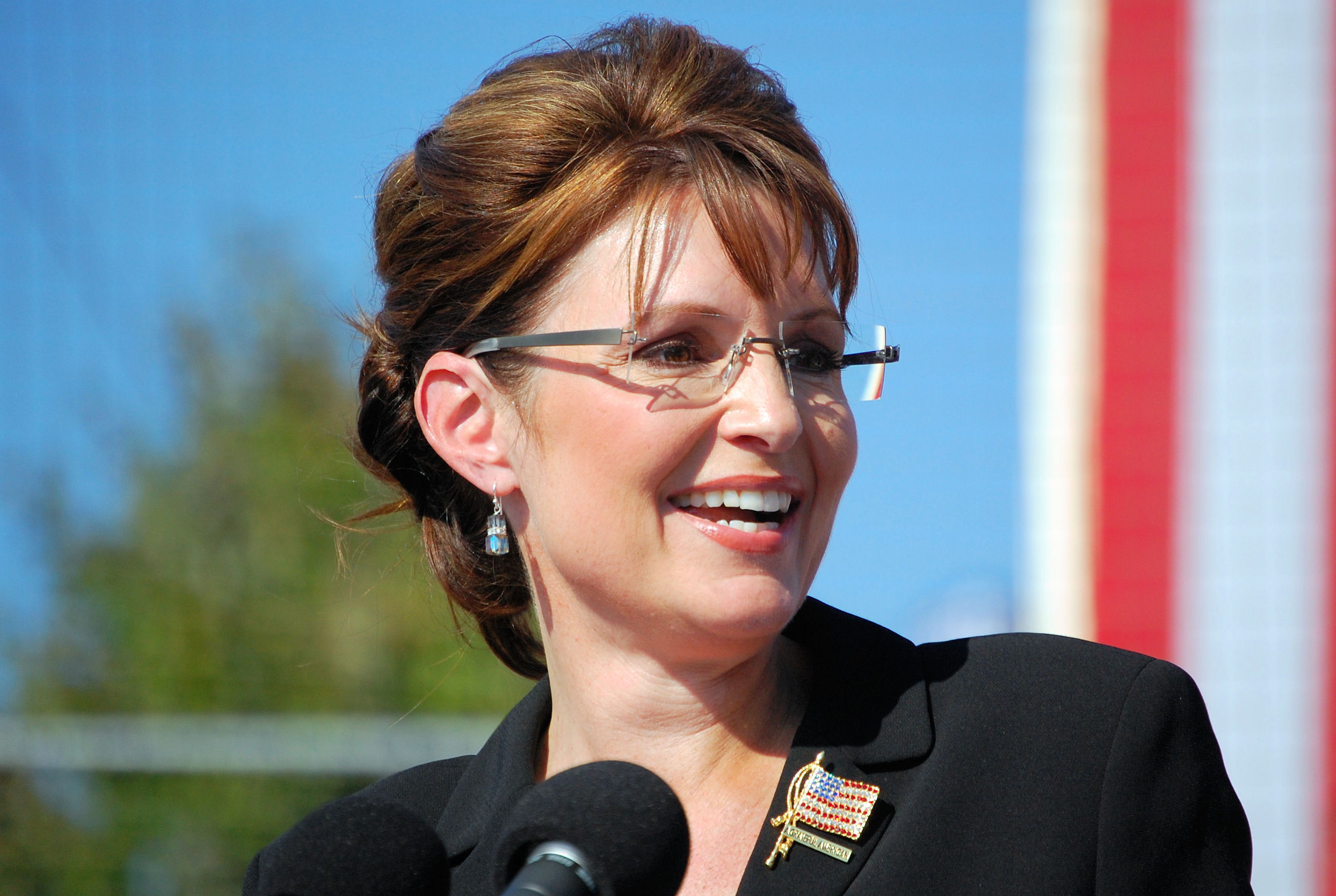
سارة بالين، مرشحة الحزب الجمهوري لمنصب نائب الرئيس، أثناء الحملة الانتخابية عام 2008.

أما سارة بالين، وحينها كانت حاكم ولاية ألاسكا، فقد رشحها الحزب الجمهوري لمنصب نائب الرئيس. وتُنتقد تريستر بالين لنسويتها المزيفة، حيث أدعت بالين كونها نسائية ومدافعة عن حقوق المرأة على الرغم من خضوعها لسياسات حزبها الذي لا ينحاز إلى النماذج النسائية، وتزعم تريستر أن تشدد بالين نحو المحافظة، دفع مؤيدي كلينتون بعد انسحابها من حلبة الانتخابات لمساندة باراك أوباما وتفضيلهم له على جون ماكين. ومع ذلك اشتهرت بالين بناخباتها من الحزب الجمهوري مما فجر نزعة نسوية جديدة تركز على حق التفويض السياسي دون غيره من القيم الأخرى كحقوق الإنجاب من وجهة نظر تريستر.
تتناول تريستر في هذا الكتاب سيرة زوجات بعض الساسة مثل: ميشيل أوباما، زوجة مرشح الرئاسة الديمقراطي باراك أوباما، وإليزابيث إدوردز زوجة جون إدوردز مرشح الرئاسة الديمقراطي أيضًا. كما تقارن علاقة أوباما بزوجته بتلك التي بين هيلاري والرئيس السابق بيل كلينتون، وتذكر تريستر أن صراحة ميشيل أوباما لعبت دورًا في الشعور بوجود مزيد من التوافق معها على العكس من هيلاري. كما تقارن تريستر أيضًا الصورة العامة لإليزابيث بنظيراتها ميشيل أوباما وكلينتون وتأخذ على إليزابيث صمتها عن خداع زوجها بعد خيانته الزوجية لها. وعلاوة على الرموز السياسية النسائية التي ذكرتها في كتابها، لم تنسَ تريستر بعض الإعلاميات اللواتي لعبن دورًا مؤثرًا في تغطية الانتخابات. كان من ضمنهن راتشيل مادو التي دفع تعليقها السياسي بهرم شهرتها إلى القمة، والصحفية الإعلامية كاتي كوريك، التي أجرت حوارًا نقديًا مع سارة بالين وكذلك تينا فاي وآيمي بولر وسخريتهما من سارة بالين وكلينتون على التوالي في العديد من عروض برنامج ساترداي نايت لايف الساخر.
كتبت تريستر هذا الكتاب من منظور نسائي، فروت فيه تجاربها مع حركة تحرير المرأة دون أن تتفق مع الموجة الثانية أو الثالثة للحركة النسوية. فسجلت تريستر ردود أفعال أجيال مختلفة من الشخصيات النسائية على الانتخابات ومرشحاتها، فاكتشفت أن اختيار امرأة كرئيس كان من أهم أولويات الشخصيات النسائية الأكبر سنًا، أما حديثات العهد فكن أقل ميلاً للتصويت التلقائي لإيصال امرأة للرئاسة. وتختتم كتابها بأن عام 2008 كان مميزًا بانتخاباته حيث خلقت الحركة التحررية للمرأة في هذا العام حياة جديدة ساحرة في أمريكا على حد قول تريستر.
وفي حوار مع تريستر سجله موقع صالون تقول فيه: «ساد في تلك الفترة اعتقاد أن كل من دعم هيلاري كلينتون أو كان يشكو من إهمال سارة بالين لحقوق المرأة أو حتى يهتم بحقوق المرأة بشكل عام، وكذلك كل من تشكو من إقصاء المجتمع لها بشكل عام وحصر حقها في الإنجاب فقط، هم ليسوا إلا بكائيين. وكثير منا سمح بانتشار هذا الفكر وترسخه. لذلك يجب أن ننظر إلى الأمر من على بعد ونتبنى موقفًا محايدًا ما بين حركة الدفاع عن حقوق المرأة وحركة التقدم في المجتمع. وهذا جزء من مهمتي التي تتلخص في توضيح أن القضية لا تكمن في مجرد صوت ضحايا غاضبين وإنما تحفز المرأة للمشاركة في التقدم المجتمعي والحوار الأمريكي. ففي الواقع، نحن نتعامل مع قصة معقدة للغاية في التاريخ الأمريكي.»

## الاستقبال النقدي للكتاب
اعتبرت صحيفة نيويورك تايمز كتاب العظيمات لا يبكين أفضل كتاب لعام 2010، فضلًا عن فوزه بجائزة الكتاب للنسائية إرنيستا درينكر بالارد. فقد اُستِقبِلَ الكتابُ بحفاوة من جانب النقاد. ففي مجلة الشؤون الخارجية، وصف والتر راسيل ميد تريستر بأنها «إحدى أقوى أصوات الجيل الحديث من الكاتبات النسائيات الأمريكيات»،  بينما رأت ليزل شلينجر صحفية في جريدة نيويورك تايمز الكتاب «بأنه رؤية انفعالية وخيالية وشخصية للغاية لانتخابات 2008». أما مورين كوريغان، مذيعة في الإذاعة الوطنية العامة، فقد مدحت الكتاب بوصفه مبهر وختمت رأيها بقولها «أنه بهذا الكتاب لن تتعلم الفتيات انتخاب رئيسهن فقط بل سيتعلمن أيضًا كيفية تحليل الحملات الرئاسية بعبقرية».
هذا بالإضافة إلى ناقدة جريدة واشنطن بوست، كوني شولتز، التي كانت تشعر أحيانًا باستبعاد تريستر في كتاباتها للقارئة ما فوق الأربعين عامًا على حد قولها، لكنها أشارت أنه في أفضل أجزاء هذا الكتاب مذكرة أولية عن الانتخابات تنم عن شجاعة تريستر من وجهة نظر شولتز. كما مدح كاتب من مجلة كيركس آراء تريستر وأوجز رأيه في الكتاب قائلًا: «هو نظرة متباينة ما بين شكل الانتخابات حاليًا وتجسيدها في ذهن جنس بذاته». أما ليندا أوبست قد أعلنت عن رأيها في مجلة ذا أتلانتيك أن الكتاب بمثابة تفسير مُرضٍ لفضول مؤيدي أوباما حول صيحات الغضب ضد ترشح كلينتون ثم انسحابها من الانتخابات التمهيدية عن الحزب الديمقراطي.
لكن هانا روسين، المحررة في مجلة سلايت كانت تُشكك في صلة بعض الفصول ببعضها، لكنها أنهت رأيها بقول فصل وهو أن تريستر من الممكن أن تكون كاتبة ماهرة، وساخرة، وشديدة المرح ومُتهكمة كمدون واعد لكن كتابها هذا لا ينكر جل اهتمامها بالانتخابات، على حد قول هانا روسين.
كما عبرت ميتشيكو كاكتني، الناقدة بجريدة نيويورك تايمز، في كتابها عن عدم استساغتها لكتاب تغيير اللعبة في أول الأمر مُرددة «ما هذا الهراء! من يحتاج إلى قراءة كتاب آخر عن الانتخابات؟» لكنها سرعان ما انتفضت حين قرأت هذا الكتاب حيث أدركت أن هذا الكتاب وغيره من الكتب، من ضمنهم كتابها، التي سوف تصدر عن الانتخابات إنما تصف حدثًا عظيمًا كان سببًا في انفتاح أمريكا على العالم. فما بين صراع العرق والجنس، أي أوباما وهيلاري وبالين، يُوجد الكثير والكثير مما لم يشهده التاريخ الأمريكي من قبل. وأضافت :«أنه سوف يكون هناك العشرات والعشرات من الكتب عن هذا الحدث العظيم وسوف يكشف كلًا منها مزيد من الحقائق حول الانتخابات كلا في سرد روائي رائع». كما تذكر ميتشيكو أيضًا أن أفضل ما حدث لها أثناء كتابة هذا الكتاب هو تذكر مدى عظمة ذلك الحدث المشهود، فحتى وإن عاصره أيا منا وعلى الرغم أنها كتبت عنه كما حدث، لكنها عندما عادت للكتابة عنه انبجست في ذاكرتها ذكريات الماضي فشعرت وكأن لسان حالها يقول: «هل كل ما حدث خلال هذه الفترة واقعيًا أم من مخيلتي؟»

## وصلات خارجية
- العظيمات لا يبكين على يوتيوب